# Дракончик малий
Дракончик малий (Echiichthys vipera) — вид риб родини Trachinidae, ряду Perciformes. Відноситься до монотипічного роду Малий дракончик (Echiichthys). Поширені у східній Атлантиці від Північного моря до Середземного моря, також біля берегів Марокко, Мадейри і Канарських островів. Морська субтропічна демерсальна риба, сягає 15 см довжини.